# Ports de Paris

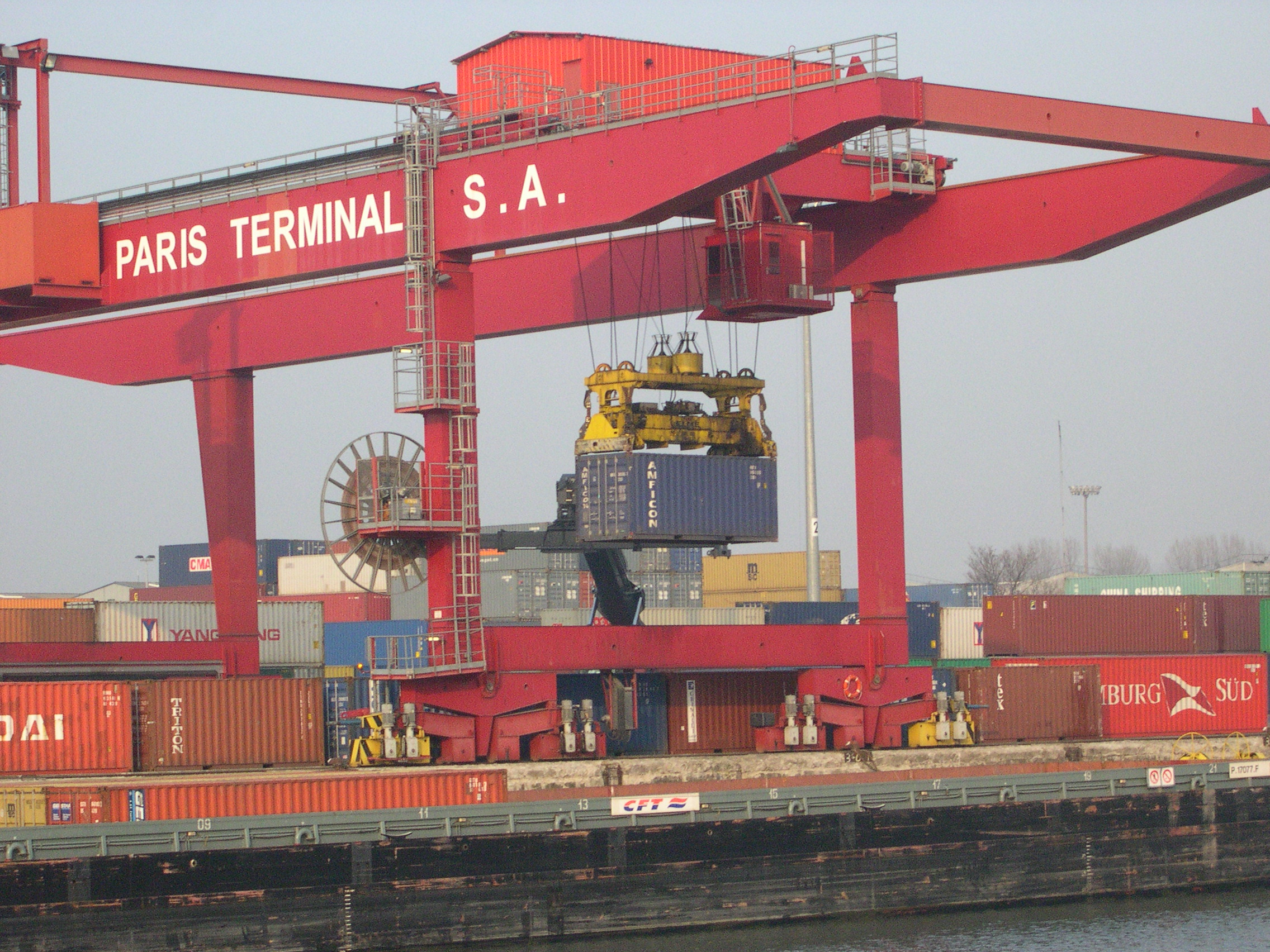
Nakládka zboží v Port de Gennevilliers

Ports de Paris (PDP) (česky Pařížské přístavy) je francouzský státní podnik. Spravuje všechna přístavní zařízení, která se nacházejí na 500 km vodních cest v regionu Île-de-France. Jeho hlavním posláním je rozvíjet říční dopravu v tomto regionu. Zákonem č. 68-917 z 24. října 1968 získala společnost právní subjektivitu a finanční samostatnost a 1. ledna 2011 na ní byl převeden státní majetek s výjimkou přirozených toků a vodních kanálů, které jsou v majetku města Paříže. V únoru 2010 u příležitosti svého 40. výročí byl podnik přejmenován z původního Port autonome de Paris (PAP) na dnešní název.

## Přístavní zařízení
Území spravované PDP má 10 km2, roztroušených na 70 místech, která jsou rozložena podél řeky Seiny a jejích přítoků Oise, Marny a Loing. Hlavní přístavy PDP jsou:
- Port de Gennevilliers: největší přístav. Objem zboží činí 3,3 milióny tun. Je obsluhován železniční vlečkou. Většina kontejnerové dopravy je z tohoto přístavu. Leží po proudu od Paříže v Gennevilliers v departementu Hauts-de-Seine.
- Port de Bonneuil-sur-Marne: je druhý nejvýznamnější přístav (1 milión tun), je vybaven železniční vlečkou. Nachází se v Bonneuil-sur-Marne ve Val-de-Marne proti proudu řeky od Paříže.
- Port de Limay: má rozlohu 125 ha a byl vytvořen na místě bývalé štěrkovny. Leží ve městě Limay v Yvelines po proudu od Paříže.

## Činnost
PDP byl v roce 2009 největším říčním přístavem ve Francii před Štrasburkem a druhý v Evropě za Duisburgem a před Lutychem. V tomto roce činil roční objem přepraveného nákladu 20,2 miliónu tun. Hlavní obchody jsou v rámci Île-de-France (9,3 miliónů tun), dále následují Haute-Normandie (8,3), Burgundsko (0,5), Pikardie (0,5), Belgie (0,7) a Nizozemsko (0,3). Vykládka převažuje nad nakládkou (11,8 mil. tun proti 8,2 mil. tun). Přepravované zboží tvoří hlavně stavební materiál (12,1 milionu tun), produkty k recyklaci (3,1), zemědělské produkty (2,1), kontejnerová doprava (1,2), energetické produkty včetně uhlí, které využívají elektrárny proti proudu od Paříže na Seině (1,2), kovové výrobky (0,4) a automobily (0,03). Objem přepravy dosáhl vrcholu v roce 2006 (22,3 mil. tun) a stagnuje.

## Organizace
PDP má statut veřejného průmyslového a obchodního podniku. Je pod dohledem ministerstva životního prostředí, energetiky, udržitelného rozvoje a moře. Má asi 200 zaměstnanců. Jeho obrat činil 68,5 milionu eur a pochází především z pronájmu pozemků (58%) a nemovitostí (27%).